# Psylliodes gibbosus
Psylliodes gibbosus es una especie de insecto coleóptero de la familia Chrysomelidae.
Fue descrita científicamente en 1860 por Allard.